# Bentley Little
Bentley Little (* 1960 in Mesa, Arizona) ist ein US-amerikanischer Schriftsteller des Horrorgenres.

## Leben
Little arbeitete als Zeitungsreporter/-fotograf, technischer Redakteur, Spielhallenwärter, Fensterputzer, Rodeo-Torwächter, Telefonbuchzusteller, Bibliothekshelfer, Schriftsetzer, Möbelpacker und Verkäufer. Er studierte an der California State University Fullerton und erwarb einen BA in Kommunikationswissenschaft und einen MA in Vergleichender Literaturwissenschaft. Seine Abschlussarbeit war sein erster Roman The Revelation, der später veröffentlicht wurde und einen Bram Stoker Award gewann.
Littles Romane haben häufig kurze Titel (bspw. The Mailman, The House und The Academy) und sind dem Horror-Genre zuzurechnen. Die Hauptfiguren sind meist Durchschnittsmenschen aus dem US-amerikanischen Südwesten, deren Geschichten sich oft in Auseinandersetzung mit bürgerlichen Erscheinungen einer modernen Gesellschaft (bspw. Eigentümervereinen, Versicherungen und Unternehmensberatern) entfalten. Durch Littles satirische bis groteske Darstellung entsprechender Institutionen und Entwicklungen haben viele seiner Werke einen gesellschaftskritischen Gehalt.
Little verzichtet auf Social-Media-Accounts, Autoren-Websites oder Lesereisen und gibt nur selten Interviews. Trotz dieser Verweigerung gegenüber modernen Formen der (Selbst-)Vermarktung sind seine seit 1990 im Jahrestakt erschienenen Romane zumeist Erfolge. Im Jahr 2006 wurde er von Erfolgsautor Stephen King positiv erwähnt. 2007 wurde Littles Kurzgeschichte The Washingtonians für die Fernsehserie Masters of Horror adaptiert (Staffel 2, Episode 12). Unter der Regie von Peter Medak wurde der Ton der Geschichte deutlich aufgehellt und der dunkle Humor in den Hintergrund vernachlässigt. Die Episode wurde von den Kritikern negativ aufgenommen.

## Bibliographie

### Romane
- The Revelation (1990)
- The Mailman (1991)
  - Böse (Bastei Lübbe, 2009)
- Death Instinct (1992) (als Phillip Emmons), auch bekannt als Evil Deeds
- The Summoning (1993)
- The Night School (1994) – veröffentlicht als University in 1995
  - Die Universität (Buchheim Verlag, 2019)
- Dominion (1996)
- The Ignored (1997)
  - Schemen (Bastei Lübbe, 2010)
- Guests (1997) – veröffentlicht als The Town in 2000
- The Store (1998)
  - Verderben (Bastei Lübbe, 2011)
- The House (1999)
- The Walking (2000)
- The Town (2000) – überarbeitete Neuveröffentlichung von Guests
- The Association (2001)
  - Furcht (Bastei Lübbe, 2008)
- The Return (2002)
- The Policy (2003)
  - Fieber (Bastei Lübbe, 2009)
- The Resort (2004)
  - Unheil (Bastei Lübbe, 2010)
- Dispatch (2005)
- The Burning (2006)
- The Vanishing (2007)
- The Academy (2008)
- His Father's Son (2009)
- The Disappearance (2010)
- The Haunted (2012)
  - Haunted (Voodoo Press, 2016)
- The Circle (2012)
- The Influence (2013)
  - Influenz (Voodoo Press, 2016)
- The Consultant (2016), (verfilmt 2023) 
  - Der Berater (Buchheim Verlag, 2019)
- The Handyman (2017)
  - The Handyman (Buchheim Verlag, 2020)
- The Bank (2020)
- Gloria (2021)
  - Gloria (Buchheim Verlag, 2022)
- DMV (2023)
  - DMV (Buchheim Verlag, 2024)

### Sammlungen
- Murmurous Haunts (1997)
- The Collection (2002)
- Four Dark Nights (2002) (mit Douglas Clegg, Christopher Golden und Tom Piccirilli)
- Indignities of the Flesh (2012)
- Walking Alone: Short Stories (2018)

### Kurzgeschichten
- Witch Woman (1985)
- The Janitor (1988)[5]
- The Sanctuary (1989)[6]
- Miles to Go Before I Sleep (1991)
- The Potato (1991)
- The Washingtonians (1992)
- The Man in the Passenger Seat (1993)
- Monteith (1993)
- From the Mouths of Babes (1994)
- The Numbers Game (1994)
- The Pond (1994)
- See Marilyn Monroe's Panties! (1995)
- Life With Father (1998)
- Connie (1999)
- The Theatre (1999)
- After the Date (2005)
- Pop Star in The Ugly Bar (2005)
- Brushing (2007)
- The Miracle (2012)

### Auszeichnungen
- 1990 Bram Stoker Award als Bester Debütroman (The Revelation)
- 1993 Bram Stoker Award nominiert für Bester Roman (The Summoning)
- 2012 Bram Stoker Award nominiert für Bester Roman (The Haunted)